# Серро-де-Паско (родовище)
Се́рро-де-Па́ско (Cerro de Pasco) — поліметалічне родовище в Перу, розташоване навколо міста Серро-де-Паско.

## Характеристика
Запаси руд 45 млн т. Вміст свинцю 3,5 %, цинку — 9 %, срібла — 103 г/т.

## Технологія розробки
Кар'єр. Три шахти. Добовий видобуток 600 т (60 % відкритим способом). Річне виробництво цинкового концентрату 200 тис. т, свинцевого — 160 тис. т, срібла — 100 т.